# Turnverein

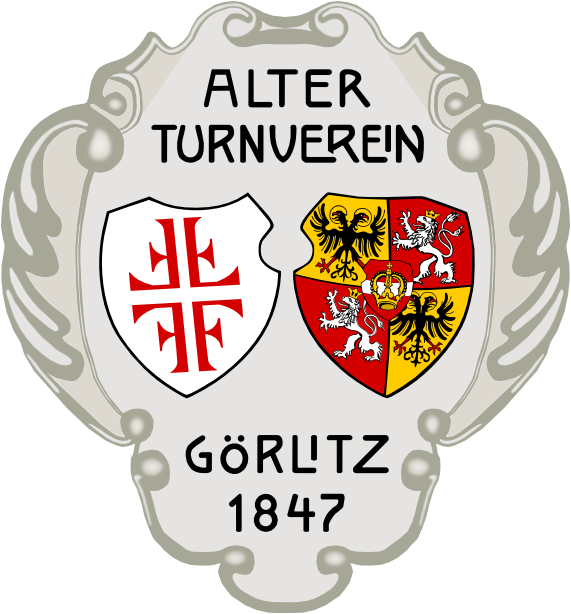
Turnverein, Logo de ATV 1847 Görlitz. Equipe de football Allemande

Le Turnverein est un mouvement patriotique allemand, né à la fin du XVIIIe siècle, mais qui a pris son plein développement sous l'occupation française de l'Allemagne en 1811-1813. Il s'agissait d'un réseau qui regroupait, sous l'allure innocente de sociétés de gymnastiques, des organisations patriotiques, pangermanistes et paramilitaires. L'objectif était de former une génération d'hommes disciplinés, en pleine forme physique, disposés à combattre pour le redressement de l'Allemagne et pour la revanche contre l'occupation française.
Les Turnvereine essaiment aussi à l'étranger, au fil des migrations allemandes, par exemple dans les villes industrielles des États-Unis à partir des années 1860, où naissent les premières associations de gymnastique du continent. En 1865, le Deutscher Turnverein parisien organise une fête au Pré-Catelan, où des délégués d'associations alsaciennes de gymnastique sont conviés. C'est par elles que l'éducation physico-patriotique se développe en France, en particulier après la défaite de 1870 où l'on s'inspire du modèle allemand en liant sport, moralité, force physique et patriotisme. L'Union des sociétés de gymnastique de France naît ainsi en 1873.